# メンザ

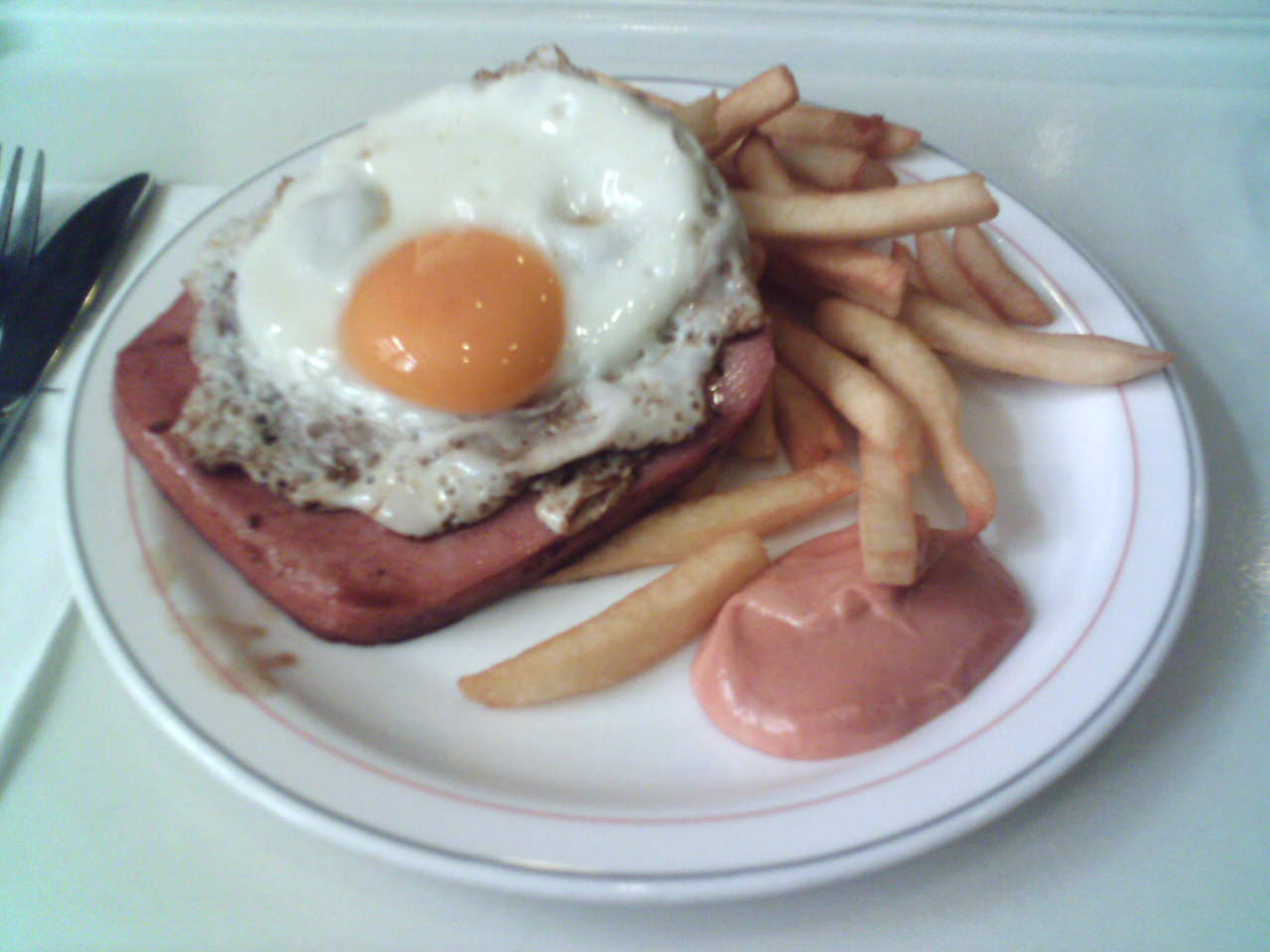
典型的なメンザの定食メニュー、厚切りレバーケーゼと目玉焼きにフライドポテト添え

メンザ（de: Mensa）は、ドイツの大学の学生食堂のこと。また mensa は、ラテン語を習い始めた時に名詞の格変化で最初に教わる単語のひとつ。「長いテーブル」を意味しており、多数の人がそこに並んで食事をすることから、「学生食堂」の意味で使われる。これに対し、企業や官公庁の構内食堂はカンティーネ Kantine と称する。
ベルリンのベルリン大学の中央メンザが有名である。敷地が広い大学、もしくはキャンパスが複数あるところでは、「××メンザ」という呼び方をする。営業は昼食の時間帯に限られるが、夕方から夜にかけての講義が多いので、夕食が食べられる夜間メンザがどこかに1ヵ所はあるのが普通である。またメンザとは別に、固定メニューの軽食・喫茶が主体で、営業時間がメンザよりも長めに設定されたカフェテリアを設ける学校もある。大学の教職員や、大学に在籍しない外来者であっても、割増料金を払えばメンザを利用できる場合がある。
メニューは日替わりで二種類以上が設定され、一般的なドイツ料理、所在地の郷土料理、パスタや中華といった多国籍料理、ベジタリアン料理などさまざまである。「金曜日はイエスが十字架に架けられた日なので、精進日として肉料理ではなく魚料理を出す」という建前だが、あまり守られていない地域もある。
ドイツでは、どこの大学のメンザが一番美味しいかというコンテストもある。
メンザは、ラテン語に由来するのでドイツ以外の国々でもその呼び名を使っている。